# Fitotratamiento

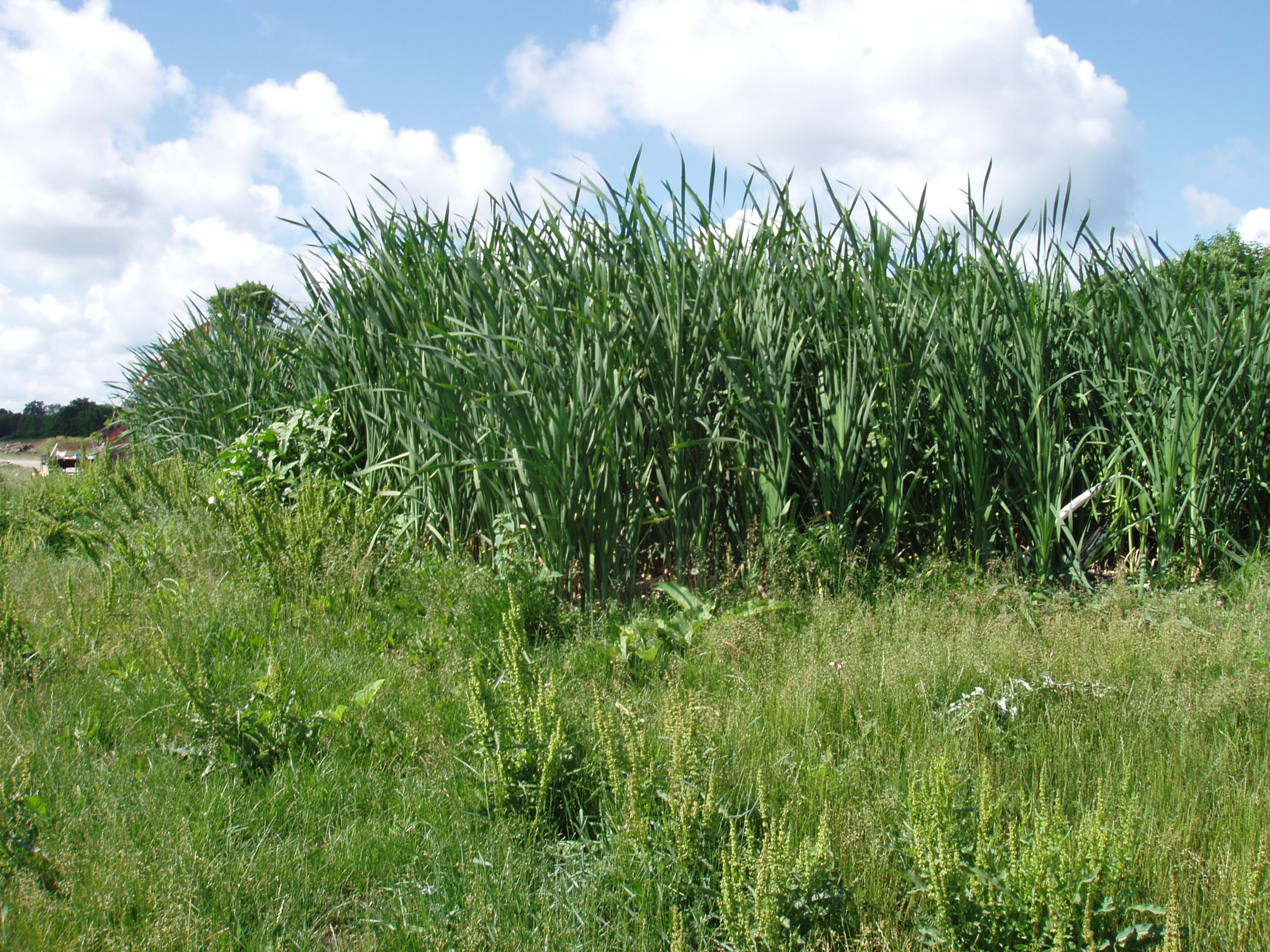
Laguna de fitotratamiento

El fitotratamiento (también llamado "fitodepuración", "fitorremediación", "humedal construido", "humedal artificial") es un sistema de purificación natural de aguas residuales domésticas, agrícolas o industriales, que imita los principios y mecanismos de la autodepuración característica de los humedales naturales y ambientes acuáticos.

## Nombre
La etimología de la palabra (del griego phyto = planta) podría hacer considerar que sean las plantas los actores principales del proceso depurativo, pero, en realidad, las plantas tienen el rol fundamental de crear un hábitat apto para el crecimiento de la flora microbiológica o microbiota, que luego es la verdadera protagonista de la purificación biológica.
A nivel internacional, los sistemas de fitotratamiento se llaman constructed wetlands o treatment wetlands y suelen estar utilizados como tratamiento secundario.

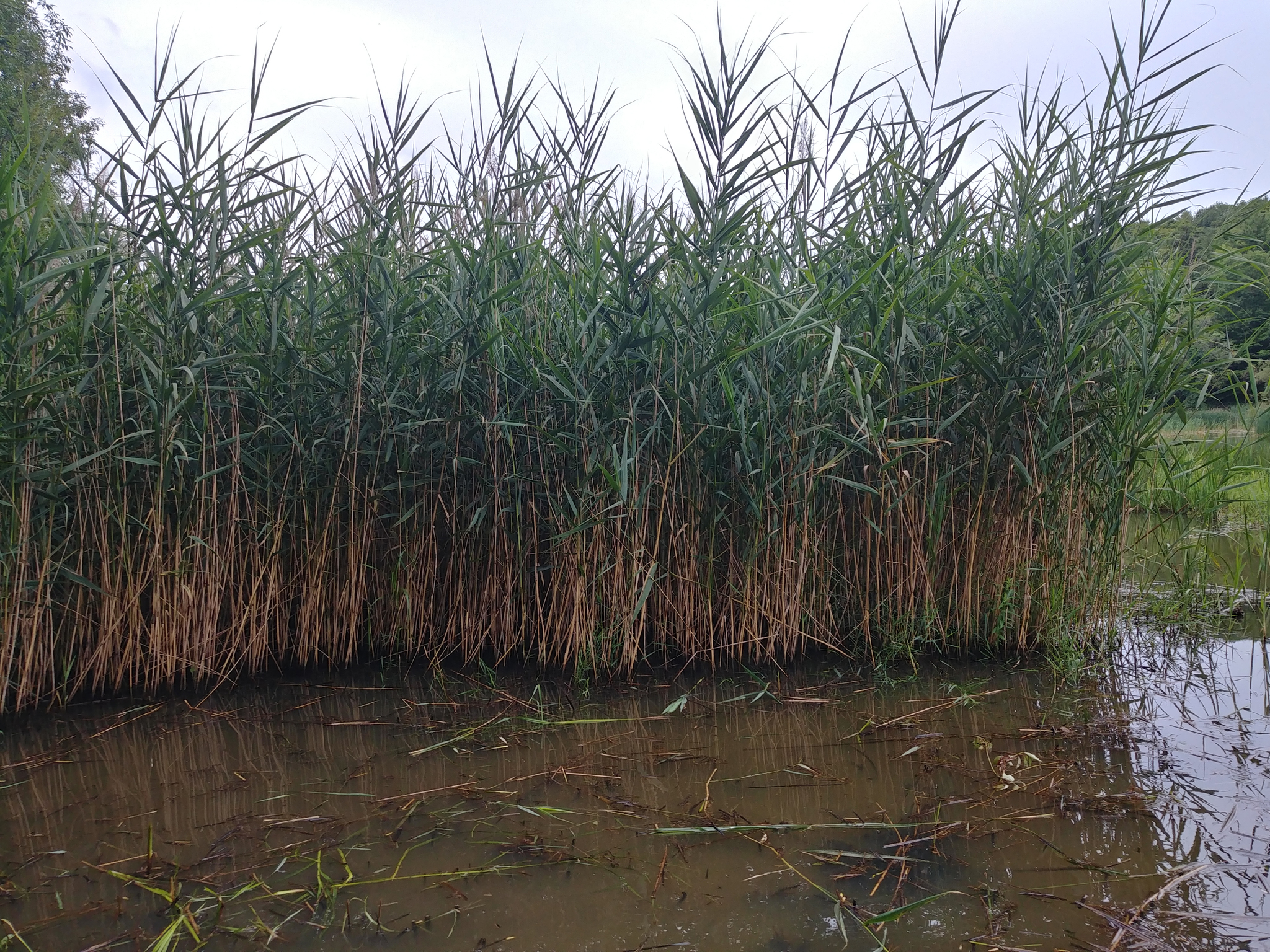
Los carrizos del género Phragmites son un tipo de planta que se puede usar en el fitotratamiento.

## Pretratamiento
Los sistemas de fitotratamiento necesitan de tratamiento primario (tanque séptico, tanque Imhoff, UASB, etc.) al fin de remover los sólidos suspendidos y las partes sólidas más gruesas presentes en el agua residual cruda, para evitar colmatación en el sustrato del humedal construido. 
El pretratamiento es de gran importancia para mejorar la eficiencia de la purificación del sistema y alargar su vida útil.

## Sustrato
El substrato del fitotratamiento debe seleccionarse según sus características específicas de porosidad y granulometría, para asegurar una conductividad hidráulica adecuada y una purificación eficiente del agua.

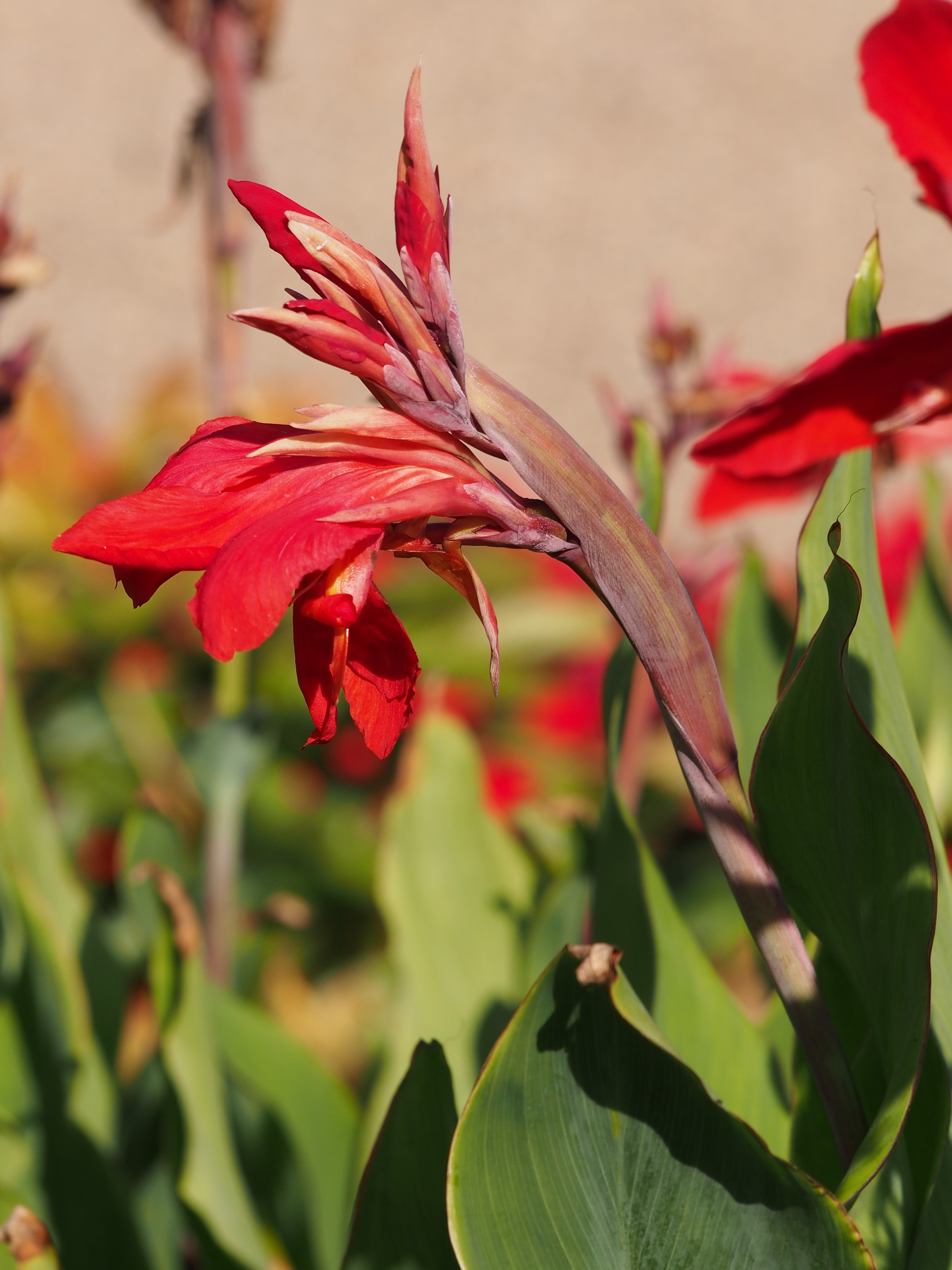
Hay plantas ornamentales, como esta del género Canna, que pueden utilizarse también en el fitotratamiento.

Los sustratos más usados son arena gruesa, piedra partida, grava, arcilla inflada y piedra volcánica. 
El sustrato representa el apoyo sobre lo cual se radican las plantas acuáticas emergentes y crecen las biopelículas microbiológicas (biofilm) que aportan la mayor parte de la eliminación de la carga orgánica del efluente.

## La vegetación

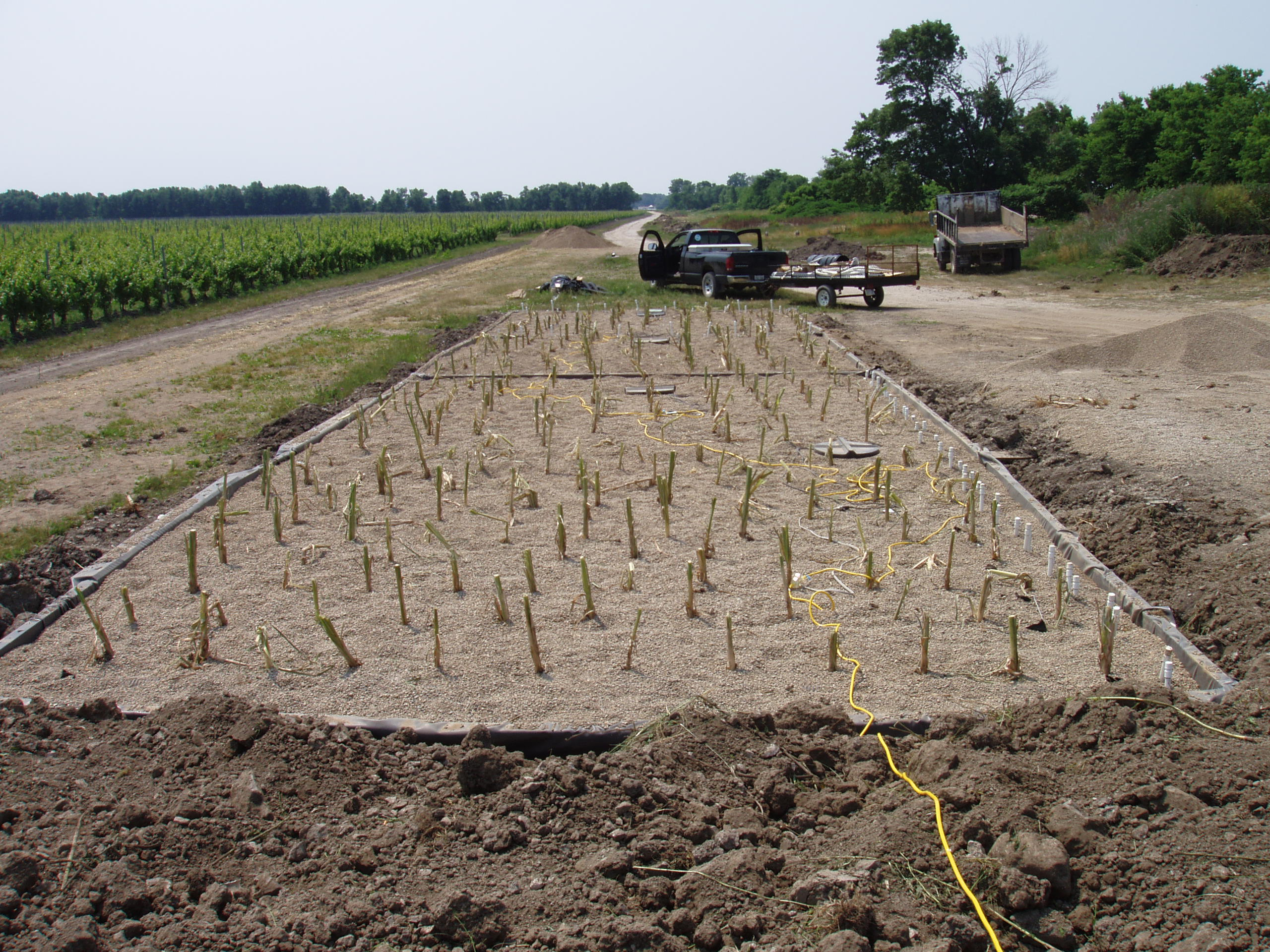
Laguna de Fitotratamiento en fase de arranque.

Una gran variedad de especies de plantas acuáticas y semiacuáticas pueden cumplir las funciones de crear un hábitat adecuado para una microbiota benéfica, oxigenar el agua y mantener la permeabilidad del sustrato. Unos ejemplos son el Pasto Alemán, los Carrizos, Achira, y varias Araceas.

## Impermeabilización del filtro
El fondo de la excavación o del recipiente en la cual estará construido el biofiltro, debe ser impermeabilizado para evitar la infiltración de agua contaminada a la napa freática.
Si el terreno del fondo no es naturalmente impermeable (permeabilidad ≥ 10^-7 m/s), requiere una impermeabilización artificial.
La impermeabilización artificial puede ser efectuada con una capa de arcilla o, como sucede más frecuente, con una geomembrana en varios materiales (PVC, HDPE, EPDM) de espesor adecuado.

## Funcionamiento

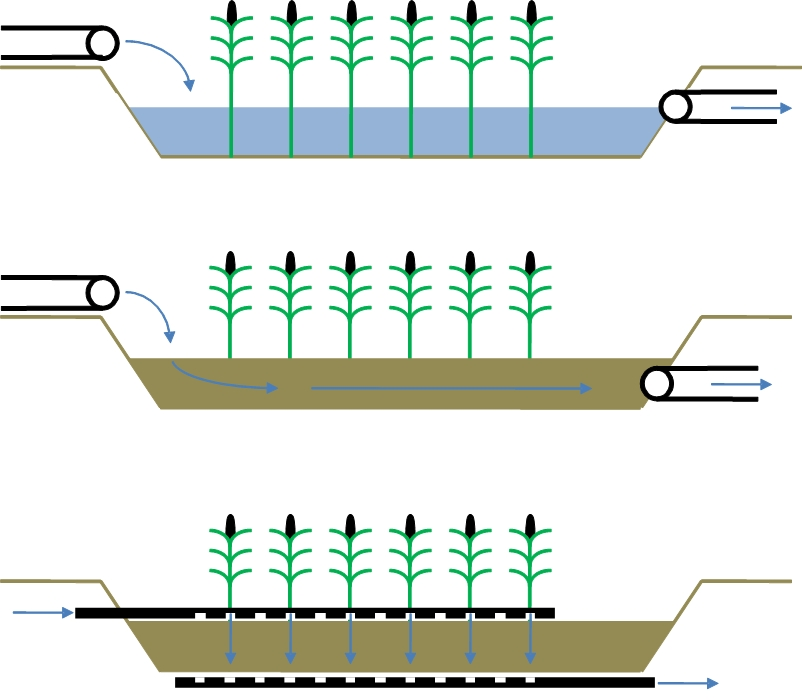
Esquemas de funcionamiento de los sistemas fitotratamiento a) flujo superficial; b) a flujo subsuperficial horizontal; c) flujo subsuperficial vertical

Existe una gran variedad de sistemas, resumida en los tres tipos indicados en el gráfico a la derecha. Hay mayor eficiencia de depuración en los sistemas subsuperficiales, donde se obliga al agua a fluir a través del sustrato, en contacto íntimo con las raíces de las plantas y las biopelículas microbianas, las que consumen los nutrientes presentes en el agua, filtran sólidos disueltos, neutralizan el pH, descomponen contaminantes y cumplen una variedad de otras funciones que contribuyen a la limpieza del agua.